# Anhima cornuta
El aruco (Anhima cornuta) es una especie de ave anseriforme de la familia Anhimidae, propia de Sudamérica, emparentada con el chajá. Ampliamente extendida, sus poblaciones ocupan buena parte de Colombia, Venezuela, Brasil, Ecuador, Perú, las Guayanas y Bolivia. Es el ave insignia del departamento colombiano de Arauca.

## Nombres comunes
También se conoce como camungo, gritón aruco, buitre de ciénaga, chajá añuma, aruco, arauco y kamichí.

## Características
Es un ave de cuello largo, patas altas y alas provistas de dos robustos espolones en el carpo. Lleva en la cabeza un copete de consistencia córnea. Mide 60 cm de altura y dos metros de envergadura. Es de color negruzco, con reflejos verdosos, salvo la garganta que es gris, y el vientre, que es blanco.

## Hábitat

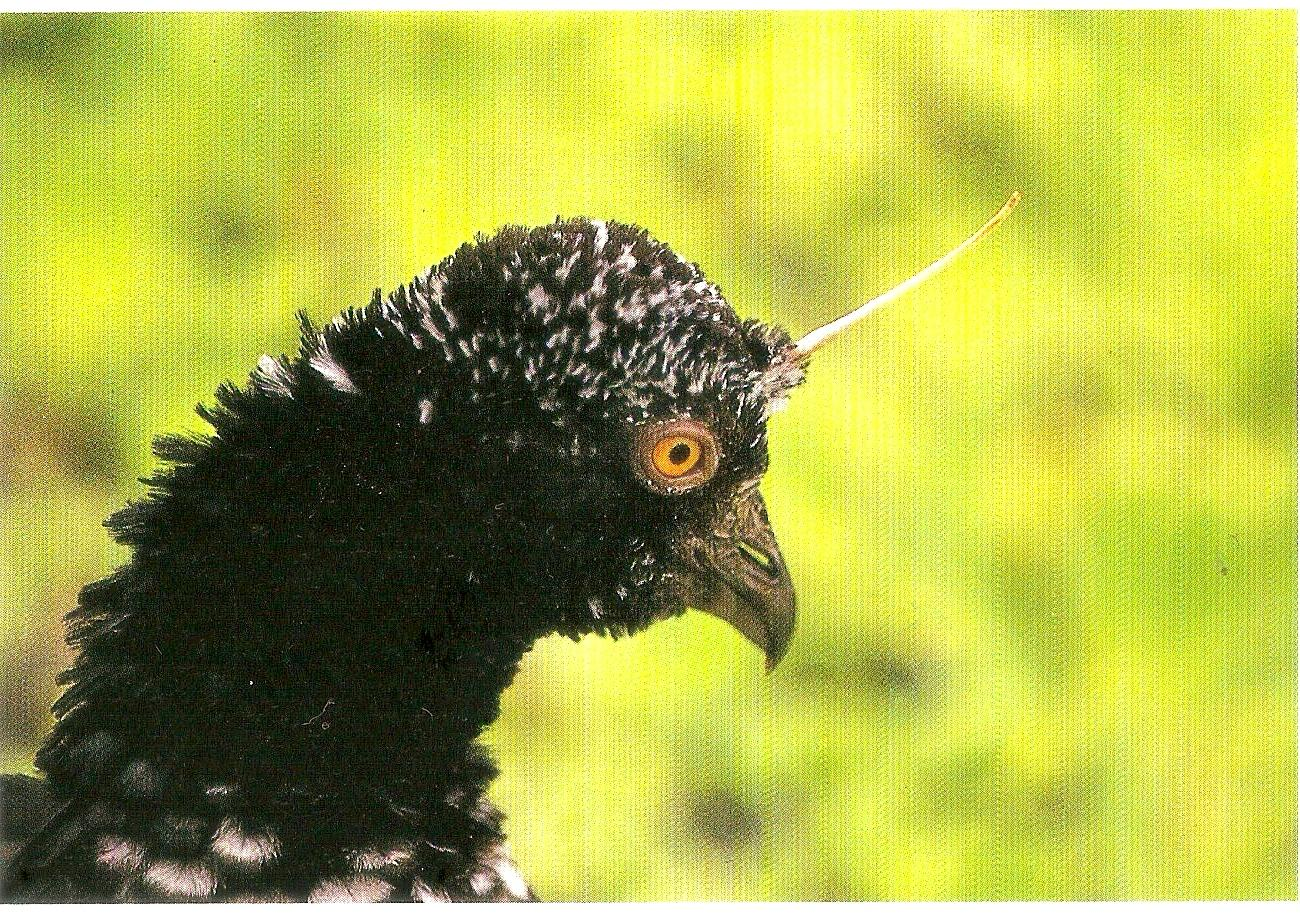
Arauco, ave insignia del departamento colombiano de Arauca.

Vive al borde del agua en las selvas de América Central y del Sur. En el Ecuador, vive en el área de la costa conocida como la Reserva de Churute, En el cantón Naranjal existe una laguna y reserva que lleva el nombre de esta singular ave Laguna del Canclon ubicada en el lindero norte compartida con los cantones de El Triunfo y Yaguachi.

## Comportamiento
Suele andar en parejas o pequeños grupos familiares. Construyen nidos flotantes en los esteros y descansa sobre árboles altos. Pasa la mayor parte de su tiempo pastoreando sobre la vegetación flotante o descansando sobre la copa de los árboles, desde donde emite sonidos guturales que le sirven para demarcar su territorio.

### Alimentación
Como ave herbívora representa, junto con aves frugívoras, granívoras y nectarívoras, el nivel de los consumidores primarios de la cadena trófica en los llanos colombovenezolanos. Se alimentan de diferentes partes de las plantas: brotes, hojas tiernas, raíces, flores y frutas.